# Pelayos de la Presa
Pelayos de la Presa ist eine zentralspanische Gemeinde (municipio) mit 3.136 Einwohnern (Stand: 2024) im Westen der Autonomen Gemeinschaft Madrid. 

## Lage
Pelayos de la Presa liegt im Westen der Gemeinschaft Madrid ca. 65 km westlich von Madrid. Im Norden der Gemeinde befindet sich der Stausee der Talsperre San Juan. 

## Bevölkerungsentwicklung
| 1930 | 1950 | 1970 | 1981 | 1991 | 2001 | 2011 | 2021 |
| ---- | ---- | ---- | ---- | ---- | ---- | ---- | ---- |
| 268  | 293  | 514  | 652  | 923  | 1581 | 2559 | 2827 |

## Sehenswürdigkeiten
- Ruine des Klosters Valdeiglesias (Monasterio de Santa María de Valdeiglesias), 1150 als Benediktinerkloster, ab 1177 Zisterzienserkloster, 1835 aufgelöst, seit 1983 Monumento Histórico-Artístico
- Kirche Mariä Himmelfahrt
- Rathaus

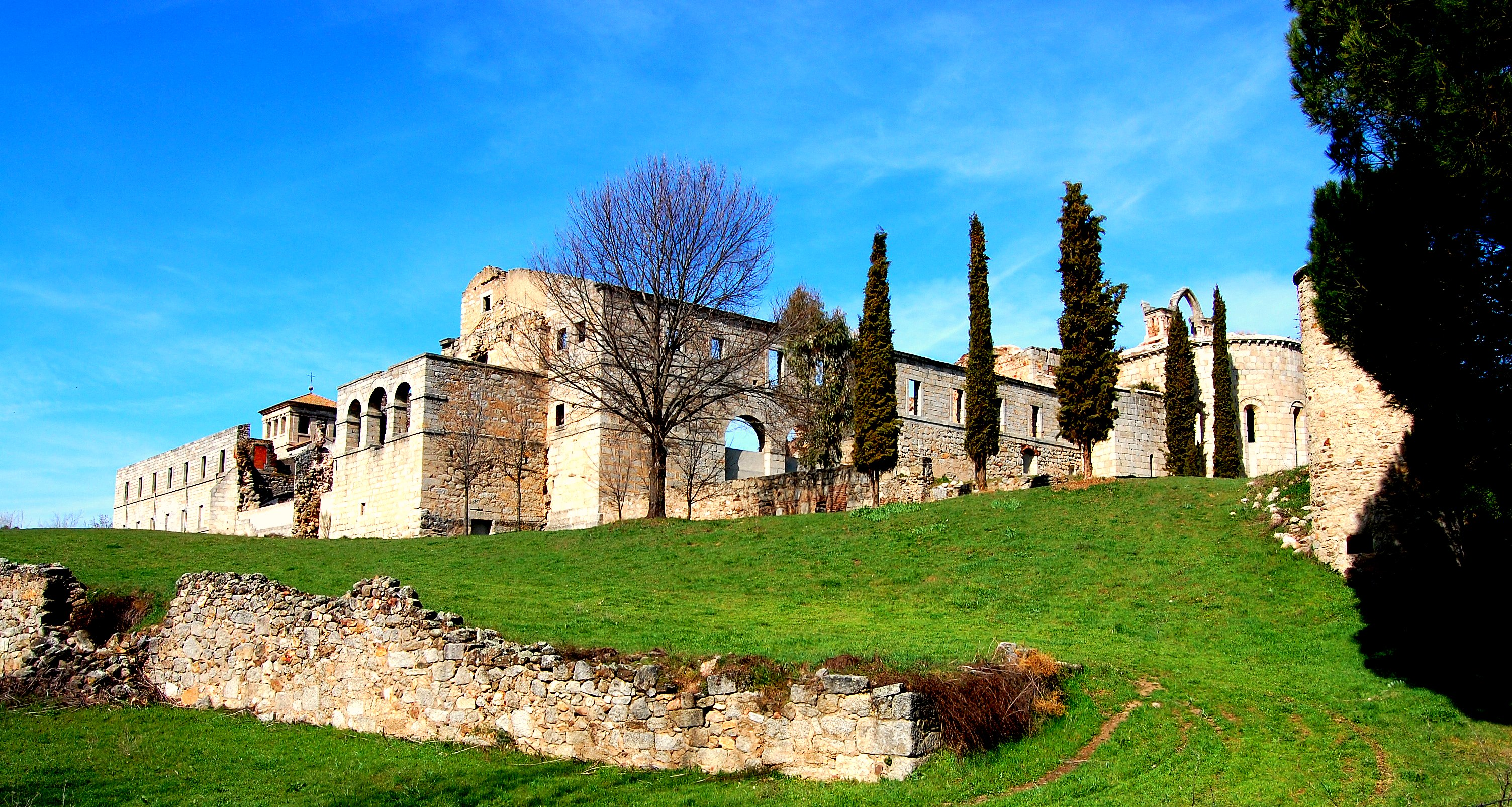
Monasterio de Santa María de Valdeiglesias
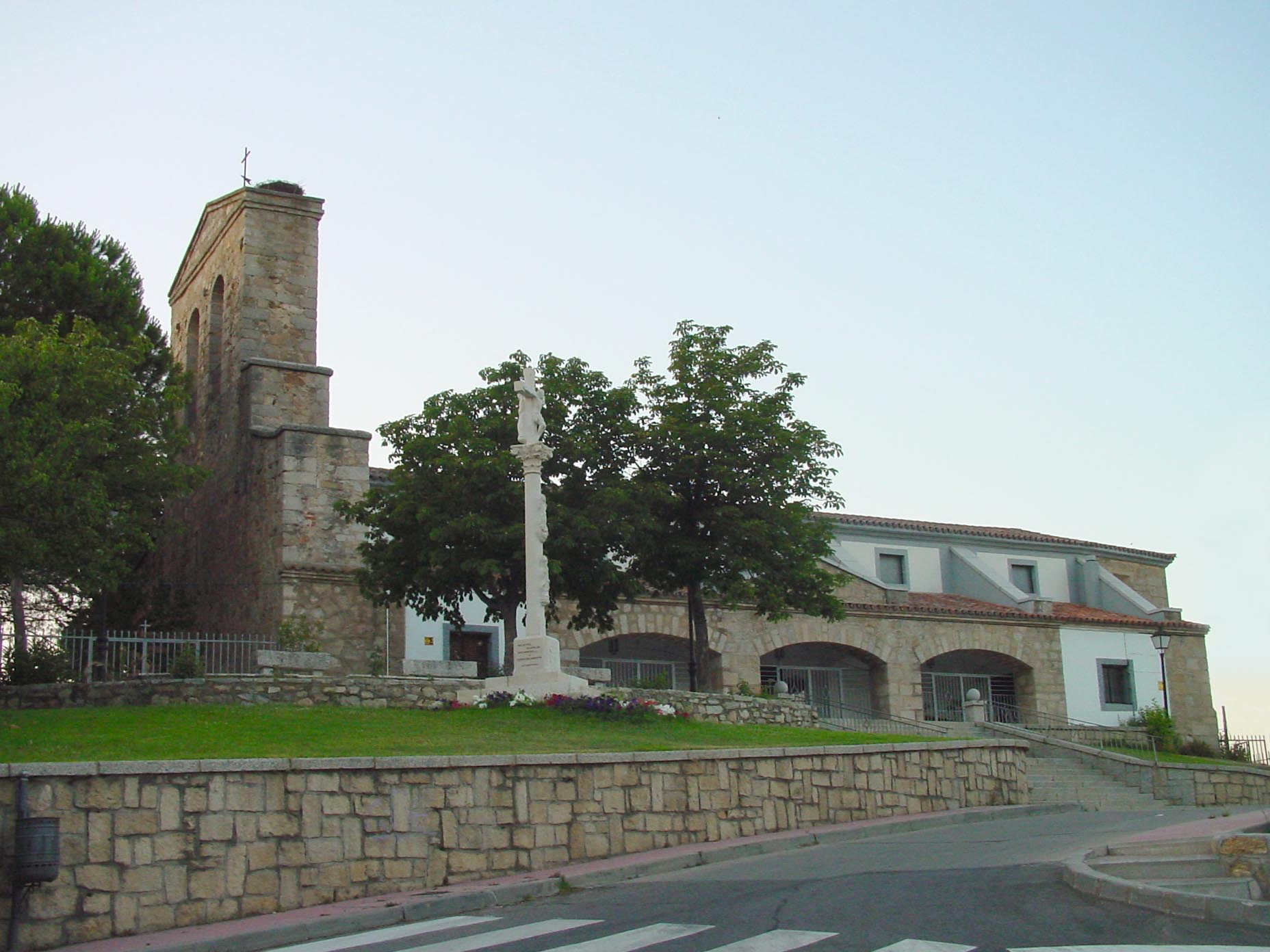
Kirche Mariä Himmelfahrt
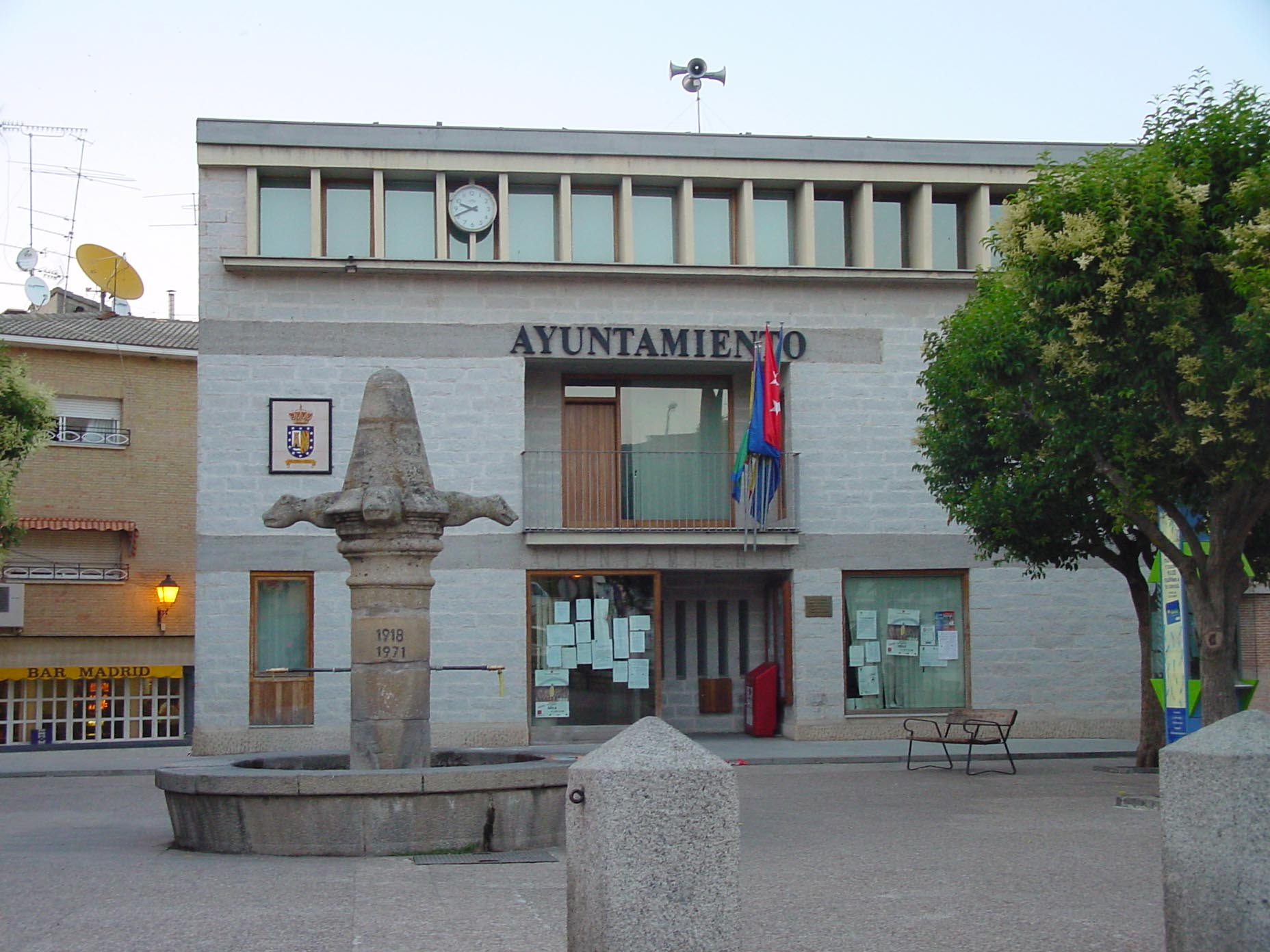
Rathaus